# Smrt in čevljar
Smrt in čevljar je slovenska (gorenjska) ljudska pravljica. V njej nastopata čevljar in smrt.

## Vsebina
Zgodba pripoveduje o čevljarju in smrti. V njej nastopa čevljar, ki obvlada svojo obrt in je v njej mojster. Zaradi tega je cenjen med ljudmi. Po drugi strani pa ga ljudje ne marajo, saj veliko preklinja in pijančuje. Ravno zaradi tega ga nekega dne obišče hudiček, ki se ga nameni odpeljati v pekel. Čevljar, ki je po svoje prebrisan, se s hudičem skuša in ga prepriča, da se pomerita v boju. Hudič boj izgubi in odide nazaj v pekel. Čez nekaj časa Bog nad čevljarja pošlje smrt, da bi ga privedla k njem, da bi mu sodil. Čevljar s čarovniško ukano nad smrtjo doseže prevlado in izsili obljubo, da ga nikoli več ne pride iskat. Tako se obračajo leta, čevljar postaja vedno bolj utrujen in naveličan življenja, zato se odloči kar sam poiskati svoje mesto v onostranstvu. Najprej se odpravi proti nebesom, kjer se mu vrata ne odprejo. Potem odide proti peklu. Tam se ga spomnijo kako je enega od njih pretepel, zato ga ravno tako zavrnejo. Naposled, ko ni imel več kam, je čevljar skočil na luno, kjer se ga vidi še danes.

## Predstavitev likov
Smrt – dobi človeške lastnosti kot so na primer hoja; ranljivost, ki se pokaže, ko jo čevljar ukane. Zanimivo je to, da človek premaga smrt in ta mora osramočena oditi. Lik smrti se ne pojavlja pogosto v pravljicah, če pa se, pa smrt vedno premaga sovražnika in vpliva na to, da je konec pravljice srečen.
Čevljar – je mojster svoje obrti, cenjen med ljudmi. Veliko preklinja in pije. Pravljica ga predstavi kot zelo prebrisanega in iznajdljivega človeka. Zna stvari izsiliti in je poln samega sebe. Ko tako živi že vrsto let, ko je že naveličan in truden svojega življenja, si želi umreti. 
Hudič – podobno kot pri smrti se spopade v boju s čevljarjem, in boj izgubi. Osramočen se poda nazaj v pekel.

## Motivi
- Nespodobno življenje,
- skušanje Boga,
- težnja po nesmrtnosti,
- klicanje hudih duhov in bojevanje z njimi,
- čarovništvo, magija.

## Povezave z drugimi pravljicami
Pravljica z naslovom Samson in čevljarček ima podobne motive kot pravljica Smrt in čevljar. V njej nastopa čevljar, ki je prebrisan in pretkan, in vsako stvar tako obrne in izpelje, da je za njega najbolje. S Samsonom se pomerita najprej v drobljenju kamenja, nato v metanju kamnov in nazadnje še v zobanju češenj. Seveda se čevljar znajde in pri drobljenju kamenja da v cunjo skuto in se nato hvali, da ni samo prahu in kamnov, ampak tudi voda in da je močnejši. Nato mečeta kamen, ker pa čevljar zavije v cunjo vrabca, mu seveda kamen dlje nese. Nazadnje pri zobanju češenj »odleti« z veje pred staro ženico, ki se ji zlaže, da je iz nebes, da naj da kaj za pod zob za svojega rajnega moža. Kasneje še njenega sina opehari za konja in odide z njim v svet.
Druga pravljica ima naslov Čevljar in hudič. Ponovno nastopa čevljar, ki v svoji bedi in revščini nekoč izreče, da noče več poslušati joka svojih otrok, da bi bilo bolje, če bi jih vzel vrag ali pa da bi vzel njega. In kakor je to izrekel, se je hudič prikazal. Ker pa je bil čevljar zvit, je rekel, da mora najprej hudič izpolniti eno nalogo. In da če mu uspe, da lahko vzame njegovo dušo. Ta naloga pa je bila, da mu prinese za en škorenj cekinov. Hudič to vzame zelo zlahka, prinese celo vrečo cekinov, da bi otroci bili preskrbljeni in ko tako nasuva cekinov v škorenj, ti kar ne nehajo padati noter. Pride še drugič in tretjič, a škornja s cekini ne more napolniti. Ko petelin vaščanom oznani nov dan, se hudič razleti na tisoče koščkov, cekini pa ostanejo pri čevljarju, ki preskrbi družino s hrano in oblačili.
V vseh naštetih pravljicah je hudič ali smrt premagan/a. Čevljar je vedno zmagovalec in človek, ki se v življenjski situaciji znajde.